# 루 장
루 장(Lou Jean, 2004년 1월 27일 ~ )은 프랑스의 가수, 배우로, 짧게 루(Lou)로도 잘 알려져 있다.

## 음반 목록

### EP
- Lou (2017)
- Danser sur tes mots (2019)